# Daniël Jean Bernard

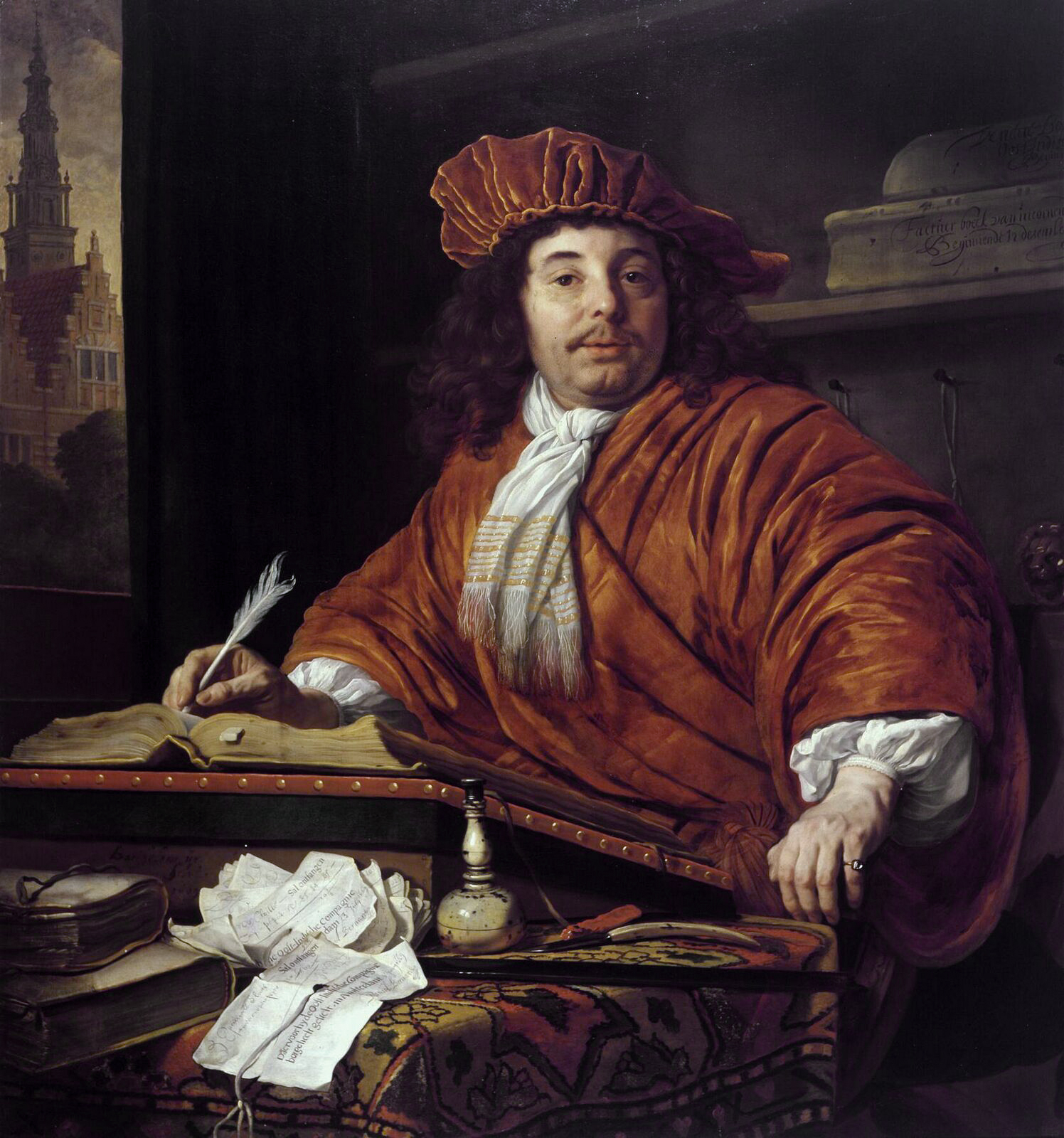
Daniel Bernard (Bartholomeus van der Helst, 1669)

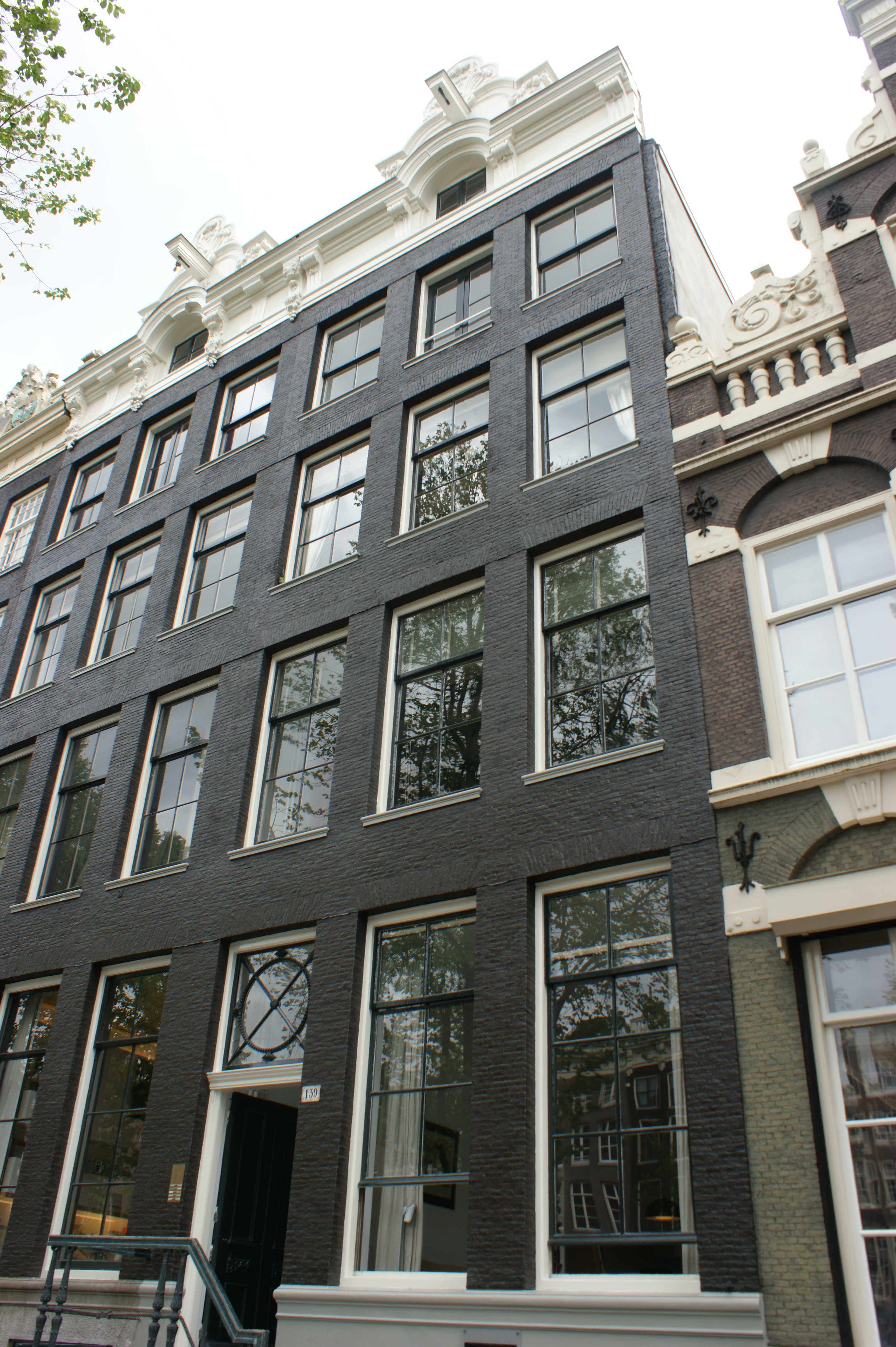
Keizersgracht 137 en 139

Daniël Bernard (21 februari 1626 – 26 januari 1714) was heer van Kattenbroek. Hij was belangrijk koopman en reder op Moscovië (in samenwerking met Coenraad van Klenck), en actief in de Straathandel op Spanje en de Levant. De firma was door zijn vader en oom opgericht. Daarnaast diende hij in de schutterij als kolonel.
In 1655 trouwde hij met Clara Alewijn en woonde aanvankelijk op de Keizersgracht 139 bij de Leliegracht in een huis dat hij kocht van de erfgenamen van Samuel Blommaert. Hij werd schepen en kerkmeester van de Noorderkerk en de Westerkerk. De familie Bernard was gelieerd aan de belangrijkste Amsterdamse families: Coymans, Trip, d'Orville, Six, Tulp en De Geer, etc. Zij woonden aanvankelijk op de Kloveniersburgwal naast het Trippenhuis.
Zijn portret is in 1669 geschilderd door Bartholomeus van der Helst. Deze rijke koopman kijkt op van zijn schrijftafel vol papieren. Zijn kleren hangen slordig om hem heen. Hij is ambitieus, ondernemend, en wil uitstralen dat hij druk met VOC-zaken bezig is. Hij fungeerde mogelijk als geldschieter voor de VOC. Op de achtergrond is de Zuiderkerk te zien.
Bernard trouwde in 1676 met Cornelia Munter en verhuisde naar Herengracht 546. Hij werd een van de directeuren van de Sociëteit van Suriname (1689-1714) en is tegelijkertijd aangesteld met Albert Geelvinck. In 1710 kocht hij de Westerhout in Beverwijk. Hij ligt begraven in de Waalse kerk.